# Marketo
Marketo, Inc. é uma empresa americana de software que fornece software de automação de marketing com foco em marketing baseado em contas, incluindo e-mail, anúncios móveis, sociais, digitais, gerenciamento da Web e análises. Ele vende produtos para indústrias, incluindo saúde, tecnologia, serviços financeiros, manufatura, mídia e ensino superior. Com sede em San Mateo, CA, a Marketo tem mais de 1.000 funcionários, com escritórios em Tóquio, Londres, Paris, Munique, Sydney, Melbourne, Tel Aviv, Denver, Portland e Dublin. A Marketo foi comprada pela Adobe em 2018.

## História
A Marketo foi fundada em 2006 por Phil Fernandez, Jon Miller e David Morandi, todos ex-membros da Epiphany. Seu objetivo era ajudar os diretores de marketing e suas equipes a demonstrar o retorno sobre o investimento em seus programas de marketing.
Em 2008, a Marketo apresentou seu primeiro produto, Marketo Lead Management, seguido por Marketo Sales Insight em 2009 e Marketo Revenue Cycle Analytics em 2010. Em abril de 2012, a Marketo concluiu sua primeira aquisição ao adquirir a Crowd Factory, que permitiu à empresa integrar mídia social recursos de marketing em seu pacote de aplicativos. Em novembro de 2012, a Marketo lançou o LaunchPoint, uma rede de aplicativos e serviços para a “nação de marketing” de parceiros de tecnologia e provedores de serviços profissionais.
A Marketo entrou com pedido público de abertura de capital em abril de 2013 e tornou-se público em 17 de maio de 2013. Em dezembro de 2013, a Marketo adquiriu a Insighter, uma empresa israelense especializada em personalização de sites, por 20 milhões de dólares em dinheiro e ações.
Em junho de 2016, a Vista Equity Partners anunciou um acordo para adquirir a Marketo por aproximadamente 1,79 bilhões de dólares e a aquisição concluída em agosto de 2017. Steve Lucas foi nomeado o novo CEO da Marketo em outubro de 2016. Em 2017, a Marketo foi nomeada como líder no Quadrante Mágico da Gartner para gerenciamento de leads de CRM pelo sexto ano consecutivo. Em agosto de 2017, a Marketo anunciou que transferirá todo o seu software de automação de marketing para o Google Cloud Platform como parte de uma aliança de seis anos para integrar as ferramentas do Google nos produtos da Marketo.
Em 20 de setembro de 2018, a Adobe Systems anunciou que estava comprando a Marketo por 4,75 bilhões de dólares.

## Prêmios e honras
- Inc. 500 2012 (classificação: 78)[16]
- Forbes Most Promising Companies 2011 (classificação: 28) [17]
- CRM Market Leaders Awards 2012, vencedor, Marketing Solutions[18]
- Wall Street Journal Next Big Thing 2012 (classificação: 20) [19]
- AppExchange Customer Choice Awards 2012, vencedor, Marketing[20]
- CODiE Awards 2012, vencedor, Melhor Solução de Marketing/Relações Públicas[21]
- Best in Biz 2012 EMEA Awards, Small or Medium Business Product of the Year (prata)[22]
- SLMA 50 Most Influential, vencedor, Marketo CEO Steve Lucas[23]
- Inc. Hire Power List 2012 (classificação: 5)[24]
- Gartner Magic Quadrant for CRM Lead Management 2017[25]